# Scooby-Doo, unde ești tu!
Scooby-Doo, unde ești tu! (în engleză: Scooby-Doo, Where Are You!) este prima serie din franciza Scooby-Doo, care a fost difuzată pentru prima dată în Statele Unite ale Americii pe 13 septembrie 1969. În 1978, o selecție de episoade din serialele mai târzii Scooby's All-Stars și The Scooby-Doo Show au fost difuzate pe ABC sub titlul de Scooby-Doo, unde ești tu!, și au fost puse pe un set DVD promovate ca fiind al treilea sezon.
Seria se bazează pe un grup de personaje, formate din patru adolescenți - Fred Jones, Daphne Blake, Velma Dinkley și Shaggy Rogers - și personajul principal, un mare câine danez semi-antropomorfic numit Scooby-Doo. Grupul călătorește într-o camionetă numită Mașina Misterelor (în engleză: Mystery Machine), rezolvând misterele care implică mai multe legende locale; în acest fel, ei descoperă că făptuitorul este aproape invariabil o persoană deghizată care încearcă să exploateze legenda pentru un câștig personal.

## Origini
Scooby Doo, unde ești tu! a fost rezultatul planurilor CBS și Hanna-Barbera de a crea un program non-violent de sâmbătă dimineața, care să-i liniștească pe grupurile de părinți care protestaseră asupra programelor de desene cu supereroi de la mijlocul anilor 1960.  Inițial intitulat Mysteries Five, și mai târziu Who's S-S-Scared?, Scooby Doo, unde esti tu! a suferit o serie de modificări de la scenariu până la înfățișare (cel mai important fiind redusul grupului muzical împrumutat de la The Archie Show). Cu toate astea, conceptul de bază - patru adolescenți (Fred, Daphne, Velma și Shaggy), un câine fricos și neîndemânatic, Mare Danez (Scooby-Doo), care rezolvau mistere supranaturale - a fost întotdeauna prezent.

## Personaje
- Scooby-Doo
- Shaggy Rogers
- Fred Jones
- Daphne Blake
- Velma Dinkley

## Vocile în limba engleză
- Scoobert „Scooby” Doo - Don Messick
- Norville „Shaggy” Rogers - Casey Kasem
- Fred Jones - Frank Welker
- Daphne Blake - Stefanianna Christopherson (sezonul 1), Heather North (sezonul 2)
- Velma Dinkley - Nicole Jaffe

## Episoade
| N/o                                    | Titlu român                                   | Titlu englez                            | Ticălosul                                            |
| -------------------------------------- | --------------------------------------------- | --------------------------------------- | ---------------------------------------------------- |
|                                        |                                               |                                         |                                                      |
| SEZONUL 1 (1969-1970)                  |                                               |                                         |                                                      |
|                                        |                                               |                                         |                                                      |
| 01                                     | Noaptea unui cavaler                          | What A Night For A Knight               | Cavalerul negru                                      |
|                                        |                                               |                                         |                                                      |
| 02                                     | Un indiciu pentru Scooby-Doo                  | A Clue For Scooby-Doo                   | Fantoma căpitanului Cutler                           |
|                                        |                                               |                                         |                                                      |
| 03                                     | Haos la castel                                | Hassle In The Castle                    | Fantoma castelului Vasquez                           |
|                                        |                                               |                                         |                                                      |
| 04                                     | Vezi-ți de treaba ta!                         | Mine Your Own Business                  | Minerul 49                                           |
|                                        |                                               |                                         |                                                      |
| 05                                     | Momeală pentru un hoț de câini                | Decoy For A Dognapper                   | Fantoma lui Geronimo                                 |
|                                        |                                               |                                         |                                                      |
| 06                                     | Ce se-ntâmplă aici?                           | What The Hex Going On?                  | Fantoma lui Elias Kingston                           |
|                                        |                                               |                                         |                                                      |
| 07                                     | Nu te maimuțări!                              | Never Ape An Ape Man                    | Gorila muntelui interzis                             |
|                                        |                                               |                                         |                                                      |
| 08                                     | Hărmălaie în parcul de distracții             | Foul Play In Funland                    | Robotul Charlie                                      |
|                                        |                                               |                                         |                                                      |
| 09                                     | Culmea din culise                             | The Backstage Rage                      | Păpușarul                                            |
|                                        |                                               |                                         |                                                      |
| 10                                     | Tămbălău în cortul circului                   | Bedlam In The Big Top                   | Claunul fantomă                                      |
|                                        |                                               |                                         |                                                      |
| 11                                     | O gloată de fantome la galop                  | A Gaggle Of Galloping Ghosts            | Vampirul, Frankestein, Vârcolacul                    |
|                                        |                                               |                                         |                                                      |
| 12                                     | Scooby Doo și mumia                           | Scooby-Doo And A Mummy Too!             | Mumia lui Ankha                                      |
|                                        |                                               |                                         |                                                      |
| 13                                     | Care este vrăjitoarea?                        | Which Witch Is Which?                   | Vrăjitoarea din mlaștină și zombiul                  |
|                                        |                                               |                                         |                                                      |
| 14                                     | Dispari! Corabie fantomă                      | Go Away Ghost Ship                      | Fantoma lui Barbă-roșie și echipajul său             |
|                                        |                                               |                                         |                                                      |
| 15                                     | Fantoma din spațiu                            | Spooky Space Kook                       | Țăcănitul din spațiu                                 |
|                                        |                                               |                                         |                                                      |
| 16                                     | O noapte de groază                            | A Night Of Fright Is No Delight         | Fantomele verzi (Umbrele fantome)                    |
|                                        |                                               |                                         |                                                      |
| 17                                     | Fantoma zăpezii                               | That’s Snow Ghost                       | Fantoma zăpezii                                      |
|                                        |                                               |                                         |                                                      |
| SEZONUL 2 (1970)                       |                                               |                                         |                                                      |
|                                        |                                               |                                         |                                                      |
| 18                                     | Nu te poți ascunde!                           | Nowhere To Hyde                         | Fantoma lui Hyde                                     |
|                                        |                                               |                                         |                                                      |
| 19                                     | Încurcături cu măști                          | Mystery Mask Mix-Up                     | Fantoma lui Zen Tuo și zombii chinezi                |
|                                        |                                               |                                         |                                                      |
| 20                                     | Aoleu, monstrul!                              | Jeepers It’s The Creeper                | Monstrul                                             |
|                                        |                                               |                                         |                                                      |
| 21                                     | Scooby a-nghețat de frică                     | Scooby’s Night With A Frozen Fright     | Omul peșterilor                                      |
|                                        |                                               |                                         |                                                      |
| 22                                     | Belelele-n casa bântuită                      | Haunted House Hang-Up                   | Fantoma fără cap                                     |
|                                        |                                               |                                         |                                                      |
| 23                                     | O sperietură în Hawaii                        | A Tiki Scare Is No Fair                 | Doctorul vrăjitor și Mano Tiki Tia                   |
|                                        |                                               |                                         |                                                      |
| 24                                     | Cui e frică de vârcolacul cel rău?            | Who’s Afraid Of The Big Bad Werewolf    | Vârcolacul                                           |
|                                        |                                               |                                         |                                                      |
| 25                                     | Nu te juca cu o fantomă!                      | Don’t Fool With A Phantom               | Fantoma de ceară                                     |
|                                        |                                               |                                         |                                                      |
| SEZONUL 3 (1978) (The Scooby-Doo Show) |                                               |                                         |                                                      |
|                                        |                                               |                                         |                                                      |
| 26                                     | Atenție la Willawaw!                          | Watch Out! The Willawaw!                | Willawaw și oamenii bufniță                          |
|                                        |                                               |                                         |                                                      |
| 27                                     | Încurcături sinistre în triunghiul bermudelor | A Creepy Tangle in the Bermuda Triangle | Oamenii schelete și OZN-ul                           |
|                                        |                                               |                                         |                                                      |
| 28                                     | O noapte înfricoșătoare cu monstrul zăpezii   | A Scary Night With A Snow Beast Fright  | Bestia de zăpadă                                     |
|                                        |                                               |                                         |                                                      |
| 29                                     | Vrăjitoarea                                   | To Switch a Witch                       | Fantoma vrăjitoarei a salemului bătrân               |
|                                        |                                               |                                         |                                                      |
| 30                                     | Monstrul de cadran                            | The Tar Monster                         | Monstrul de cadran                                   |
|                                        |                                               |                                         |                                                      |
| 31                                     | Monștri și fantome în Scoția                  | A Highland Fling with a Monstrous Thing | Fantoma lui Finnyan McDuff și monstrul din Loch Ness |
|                                        |                                               |                                         |                                                      |
| 32                                     | Cazul sinistru al bătrânului Mască de Fier    | The Creepy Case of Old Iron Face        | Mască de fier                                        |
|                                        |                                               |                                         |                                                      |
| 33                                     | Vai ș-amar, Jaguaro!                          | Jeepers! It's A Jaguaro!                | Jaguarul                                             |
|                                        |                                               |                                         |                                                      |
| 39                                     | Fugi de lângă felină                          | Make a Beeline Away From That Feline    | Creatura pisică                                      |
|                                        |                                               |                                         |                                                      |
| 34                                     | Arătarea cu ghearele de vultur                | The Creepy Creature of Vultures Claw    | Vulturul                                             |
|                                        |                                               |                                         |                                                      |
| 35                                     | Discul diabolic                               | The Diabolical Disc Demon               | Discul diabolic                                      |
|                                        |                                               |                                         |                                                      |
| 36                                     | Norocul chinezesc ciudat al lui Scooby Doo    | Scooby’s Chinese Fortune Kooky Caper    | Monstrul lunii                                       |
|                                        |                                               |                                         |                                                      |
| 37                                     | Amenințare în Veneția                         | A Menace in Venice                      | Gondolierul fantomatic                               |
|                                        |                                               |                                         |                                                      |
| 38                                     | Nu te apropia de fortăreața fricii            | Don’t Go Near the Fortress of Fear      | Fantoma lui Juan Carlos                              |
|                                        |                                               |                                         |                                                      |
| 40                                     | Căpcăunul de pe Wimbledon                     | The Warlock of Wimbledon                | Antos vrăjitorul și ogarul său                       |
|                                        |                                               |                                         |                                                      |
| 41                                     | Fiara din lacul fără fund                     | The Beast is Awake in Bottomless Lake   | Bestia lacului fără fund                             |
|                                        |                                               |                                         |                                                      |